# Torre Ušće
La torre Ušće (in serbo Пословни центар Ушће?, Poslovni centar Ušće) è un grattacielo di Nuova Belgrado.
Costruita tra il 1962 e il 1964 vicino al punto in cui si incontrano il Danubio e la Sava, fu danneggiata dai bombardamenti della NATO del 1999 e fu perciò restaurata tra il 2003 e il 2005.

## Storia
La costruzione della torre terminò nel 1964 ed essa servì, fino al 1990, come sede del Congresso Centrale della Lega dei Comunisti di Jugoslavia, da qui l'acronimo con cui è ancora conosciuta la struttura, CK (Centralni Komitet).
Nel 1979 Nikola Kavaja, nazionalista e anti-comunista serbo, dirottò il volo American Airlines 293 con l'intenzione di schiantarsi contro la torre, tuttavia desistette e fu arrestato dalle autorità irlandesi (paese dove era originariamente diretto il volo), che lo consegnarono agli statunitensi.
Negli anni '90, con il collasso e la successiva dissoluzione della Jugoslavia, il Partito Socialista di Serbia occupò 10 piani dell'edificio, affittando gli altri a delle compagnie private (tra cui tre emittenti televisive).

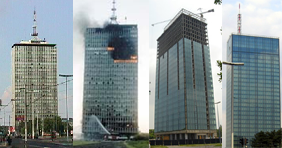
I danni dei bombardamenti e la ricostruzione

Il 21 aprile 1999 alcuni missili Tomahawk della NATO hanno colpito l'edificio, provocando un incendio ai piani superiori. Non si sono registrate vittime o feriti, poiché all'epoca la torre era inutilizzata, e nonostante i gravi danni subiti la Ušće non ha ceduto.
Nel 2002 è stata acquistata dalla MPC Holding, holding serba fondata da Petar Matić, che nel 2003 ha iniziato la ricostruzione della torre, conclusasi nel 2005 e che ha visto l'aggiunta di due piani ai 23 iniziali, per un totale di 25.
Attualmente la Ušće è sede della compagnia serba, che nel gennaio 2018 ha annunciato la costruzione di un secondo grattacielo, di poco più basso, accanto ad essa.